# Donacochara
Donacochara is een geslacht van spinnen uit de familie hangmatspinnen (Linyphiidae).

## Soorten
De volgende soorten zijn bij het geslacht ingedeeld:
- Donacochara deminuta Locket, 1968
- Donacochara speciosa (Thorell, 1875)